# Baix Camp
El Baix Camp és una de les comarques en què va quedar dividit el Camp de Tarragona en la divisió comarcal de 1936. És arran de costa, a la zona meridional, entre el Tarragonès, al nord-est, i el Baix Ebre al sud. Limita a l'oest amb el Priorat —més al nord— i la Ribera d'Ebre —més al sud—, al nord amb la Conca de Barberà i al nord-est amb l'Alt Camp —a l'interior— i el Tarragonès —arran de la Mediterrània.

## Geografia
El Baix Camp comprèn la meitat meridional del Camp de Tarragona, Situat entre la Serralada Prelitoral (Serra de la Mussara, Muntanyes de Prades i serres de Puigcerver, l'Argentera, Llaberia i Vandellòs) i el mar. Entre aquestes serres i la costa hi ha una extensa plana, tradicionalment molt aprofitada per a l'agricultura, al centre de la qual hi ha la ciutat de Reus, capital comarcal que ha estat el centre comercial de les comarques meridionals de Catalunya fins ben entrada la segona meitat del segle xx, per davant de Tarragona.

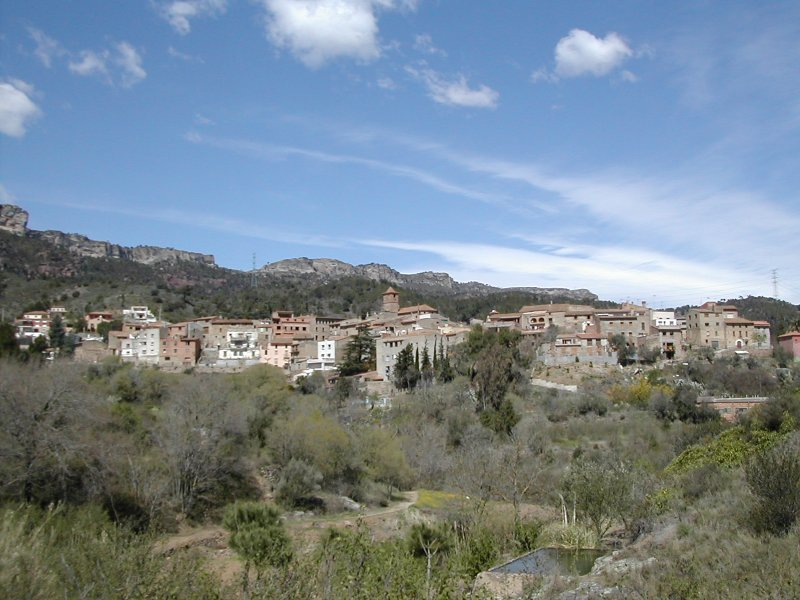
L'Argentera

Municipis del Baix Camp

La proximitat de les dues grans ciutats ha fet que hi hagués una gran rivalitat en el paper centralitzador d'aquestes comarques. Reus ha estat la capital tradicional i la més activa fins a la primera meitat del segle xx. Però Tarragona, en ser designada capital provincial, s'ha vist afavorida per la instal·lació de nombrosos serveis, traient protagonisme a la ciutat de Reus. Però en el segle xxi la revitalització de l'aeroport de Reus ha tornat a acostar altra vegada la capital del Baix Camp a la del Tarragonès. El desenvolupament industrial durant les dècades 1980-2000 i la potenciació del seu port ha posat les dues ciutats a un nivell econòmic molt similar. Tarragona ha acabat sent una ciutat industrial, administrativa i de serveis i Reus, una ciutat comercial.
La divisió comarcal de la plana del Camp planteja nombrosos problemes, especialment en la delimitació de la franja entre les dues grans ciutats, separades només per 10 quilòmetres. La complexitat dels límits s'agreuja quan aquest sector és travessat per nombroses vies de comunicació, com l'autopista AP-7, i per la presència de l'aeroport i el tren d'alta velocitat. Actualment és una àrea en expansió amb una densitat de trànsit molt elevada. Hi conflueixen centres comercials, turístics, residencials i industrials.
La comarca actual del Baix Camp difereix lleugerament de la definida per la Generalitat de Catalunya el 1936 i 1987. Per una llei del gener de 1990, per la qual es modificaren els límits d'algunes comarques de Catalunya, el Baix Camp es veié modificat amb l'agregació del municipi d'Arbolí, fins llavors pertanyent al Priorat. Amb aquest canvi, el Baix Camp augmentava la seva superfície en 21,11 km². La població només guanyava 130 habitants.
El Baix Camp té unes condicions naturals, topogràfiques i climàtiques que faciliten l'ocupació del territori. És una comarca molt activa econòmicament i amb una llarga tradició. Té una agricultura i una indústria molt actives. La franja costanera es va convertir durant l'últim terç del segle xx en una zona turística de primer ordre.

### Relleu
El Baix Camp comprèn dues grans unitats de relleu: la plana i les muntanyes de la serralada Prelitoral. El sector de la serralada Prelitoral constitueix una massa muntanyosa compacta i enlairada, que separa el Camp del territori situat a l'interior de Catalunya. Destaca el conjunt de les serres o muntanyes de Prades (Tossal de la Baltasana, 1.201 m), que és la culminació d'una sèrie de serres que s'esglaonen de sud a nord, del pla a la muntanya: serra de la Mussara, serra del Pou, els Motllats i cingles d'Arbolí. Les serres de Prades són constituïdes per granits i materials paleozoics (pissarres). Al seu entorn les serres són formades per gresos rogencs i calcàries gris-blanquinoses. La duresa d'aquestes roques ha determinat la formació de cingles espectaculars i de gran bellesa a causa dels canvis cromàtics, sobretot entre el vermell i el blanc.
Cap al sud continuen els materials granítics i pissarrencs en la serra del Montlló, de Puigcerver i de l'Argentera. A l'extrem meridional, cap a la línia de la costa, el rocam torna a ser una barreja de gresos i calcàries: serra de la Pedrera, la Serra d'en Jover, la Serra de Llaberia ` i Vandellòs.
Amb l'arribada de la serralada Prelitoral a la línia de costa, el Camp resta ben tancat a les terres interiors. El Baix Camp no té fàcil la comunicació amb les comarques de Lleida i de l'Ebre. Cap al nord les línies de comunicació es veuen obligades a aprofitar el congost de la Riba obert pel Francolí. Cap al nord-oest i oest les carreteres han de salvar ports alts: coll d'Alforja i coll de la Teixeta. Aquest darrer permet la comunicació amb les comarques del Priorat, Ribera d'Ebre i Terra Alta. El ferrocarril de Reus a Móra travessa nombrosos túnels, entre els quals destaca el de l'Argentera, de 4.050 metres de llargada, el més llarg de la xarxa ferroviària catalana. En aquest sector també hi ha nombrosos viaductes, com el viaducte dels Masos o Duesaigües.
La brusquedat d'aquestes serres respecte a la plana és perquè el seu contacte és per falla. Això significa que el fons del Baix Camp és una depressió o un gran sector de territori enfonsat respecte a d'altres, que han quedat més enlairats. De fet, la plana del Baix Camp és l'extrem meridional de la depressió Prelitoral.
Aquesta també és la raó que explica la topografia tan plana del fons del Camp. No és que abans de l'enfonsament fos ja una terra plana, sinó que un cop ensorrada, s'ha quedat terra plana per materials miocènics i quaternaris, provinents de les terres veïnes més enlairades. Pràcticament tota la plana del Baix Camp és coberta per materials quaternaris. És com un gran peu de muntanya on s'han acumulat materials de tota mena que han baixat torrencialment de les muntanyes veïnes.
Sobre aquestes terres planes s'hi han format crostes calcàries que constitueixen una capa superficial molt dura i compacta que dificulta el conreu. Aquestes crostes calcàries, anomenades tapàs o tapassot, han de ser trencades i arrancades per tal de poder aprofitar per a l'agricultura les argiles que hi ha dessota.
La franja litoral és constituïda per una costa baixa, sovint rocallosa, alta a l'extrem sud, on acaba la serra de Vandellòs. La línia de la costa és força rectilínia i només és modificada per les desembocadures de nombroses rieres, que en algun cas formen petits sortints. Són nombrosos els topònims de platja, punta o cala, els quals testimonien les petites variacions en el traçat costaner: punta de Riudecanyes, punta de la Pixerota, platja de Rifà, punta de Porquerola, platja dels Penyals, punta dels Penyals, cala Bot, cala Figuera, punta del riu de Llastres, punta de cala Bea, cala Gatell i cala de Terme.

### Hidrografia

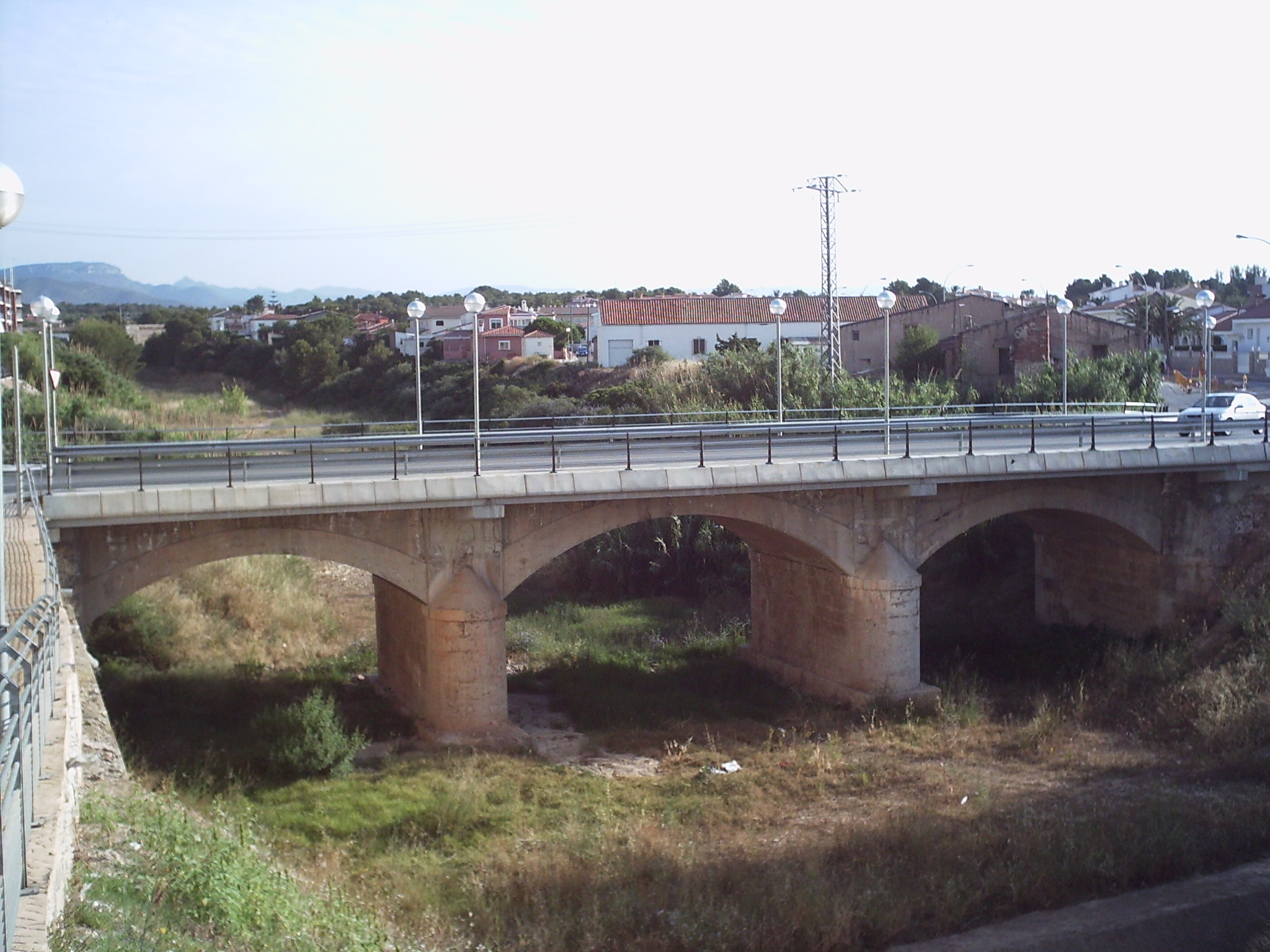
Riu de Llastres

Al Baix Camp no hi ha cap curs important d'aigua. Tots neixen a la serralada Prelitoral i a causa de l'escassetat de precipitacions el seu cabal és molt baix. Són rieres i torrents que baixen secs gairebé tot l'any. L'intens aprofitament dels nivells freàtics encara ajuda més al fet que el cabal d'aquestes rieres sigui nul gairebé sempre. L'aigua primer fou extreta mitjançant sínies, després amb mina i ara amb pous, on l'aigua és pujada mitjançant motors elèctrics.
Destaquen les rieres de Maspujols o de Riudoms, d'Alforja o de les Borges i de Riudecanyes i el riu de Llastres. La riera de Maspujols és la més llarga, neix a la serra de la Mussara i es forma per la unió de les rieres de la Vila i de la Mussara: passa per Riudoms i desemboca prop de Cambrils. La riera de Riudecanyes neix sota el coll de la Teixeta i al seu curs s'hi ha constituït l'embassament de Riudecanyes. Aquest embassament s'inicià el 1907 i s'acabà el 1919. Es feu per iniciativa de la gent de Reus a causa de la manca d'aigua que tenia la ciutat en plena expansió. Un canal-túnel construït posteriorment transvasa l'aigua de la conca del Siurana a la conca de Riudecanyes. Amb l'embassament de Siurana es va potenciar l'embassament de Riudecanyes, i des de llavors va augmentar l'aigua disponible per al Baix Camp. Les aigües retingudes serveixen per abastir els pobles del Baix Camp i el Tarragonès, i regar les seves terres, sobretot dels municipis de Reus, Riudoms, Montbrió del Camp i Salou. El riu de Llastres, malgrat el seu nom, és un curs intermitent, com els altres. Neix al coll de Fatxes, al límit amb el Baix Ebre, i recull les aigües entre les serres de Llaberia i Vandellòs. Desemboca prop de l'Hospitalet de l'Infant. Malgrat l'aprofitament intensiu de tots els recursos hídrics, el Baix Camp no disposa de l'aigua suficient per a satisfer les necessitats cada vegada més grans, a causa del creixement industrial i turístic. És per això que ja fa anys els pobles de la comarca es proveeixen també de l'aigua provinent de la conca de l'Ebre.

### Clima

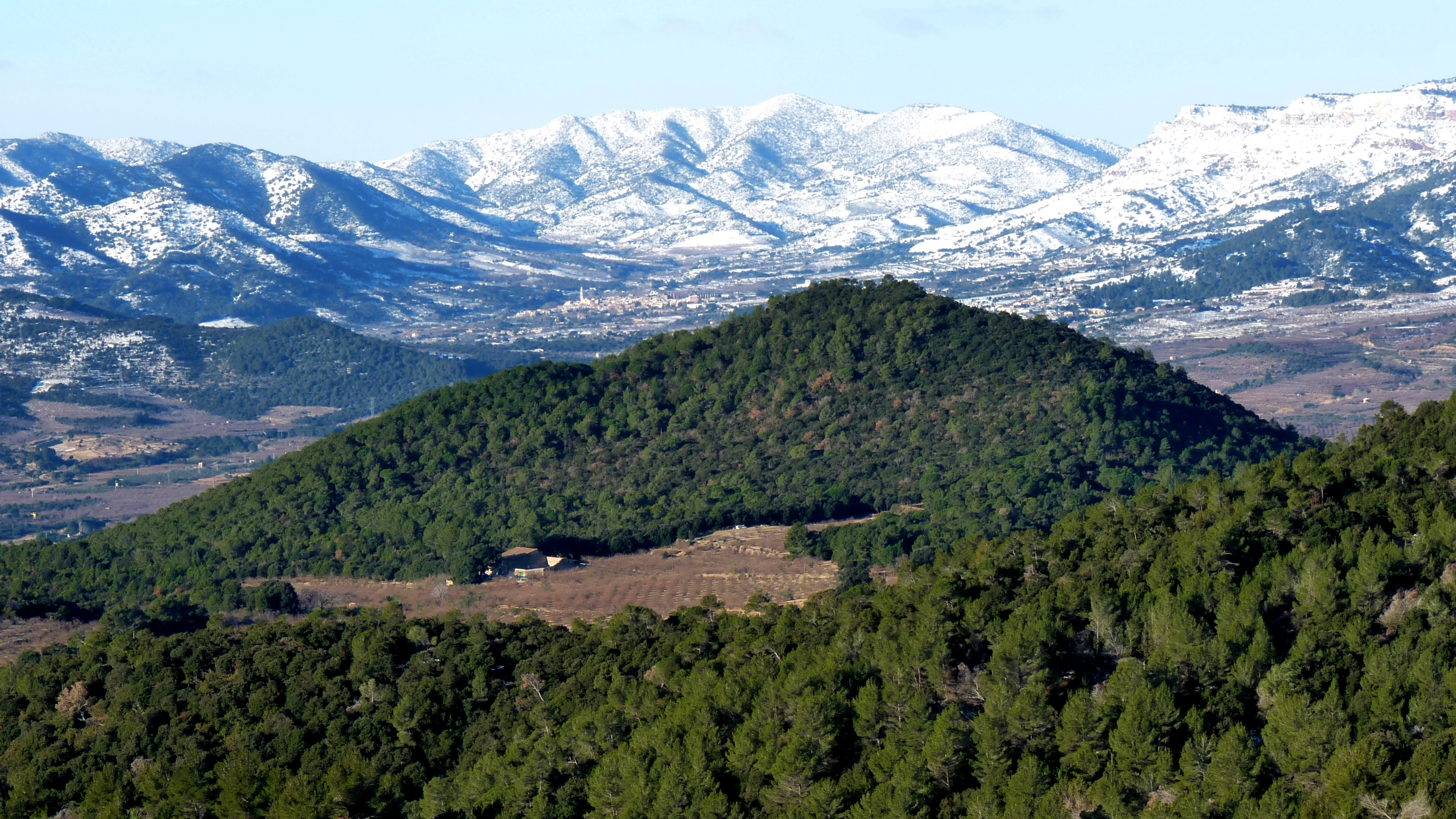
Puig d'en Gullo amb el contrast de les muntanyes nevades al fons (fet poc habitual al Baix Camp)

El clima del Baix Camp és mediterrani amb influència marítima. A les muntanyes septentrionals el clima es fa més fresc i humit. Les serres septentrionals protegeixen la comarca dels vents freds del nord i dels vents secs de l'oest. El Baix Camp és a recer d'aquests vents, i és sota el domini gairebé constant dels vents marítims humits que procedeixen de la Mediterrània. Per això domina el temps poc extremat sense calors elevades ni temperatures gaire baixes.
El Baix Camp és dins l'àrea d'influència del mestral o serè. És un vent eixut i tebi, que baixa pel canal del riu Ebre, del nord-oest. Bufa amb certa violència d'octubre a abril, encara que en menor intensitat que a les comarques de l'Ebre.
Les temperatures mitjanes anuals se situen per sobre dels 14 °C, a la plana, i per sota d'aquesta temperatura a les serres. Als vessants més enlairats les mitjanes poden ser entorn dels 10 °C. Els hiverns són temperats amb temperatures mitjanes mensuals de gener entre 8 °C i 10 °C. Als cims més alts de la serra de Prades les mitjanes d'aquest mes es troben per sota dels 4 °C. Les gelades són rares a la plana. Els estius són calorosos, encara que la marinada refresca i humiteja l'atmosfera durant el dia. Les temperatures mitjanes mensuals de juliol se situen entre 23 °C i 24 °C a la plana. Als vessants superiors els estius són frescals, i sovint s'hi formen boires, a conseqüència de la convecció de la marinada. Aquestes boires tenen una gran importància per a la vegetació.
Les precipitacions són escasses a la plana, entre poc menys de 500 mm i 600 mm. En separar-se de la línia de la costa i ascendir cap a les serres de Prades, les precipitacions són més abundants. A les parts altes d'aquestes serres cauen més de 700 mm de mitjana anual. L'estació més seca és de forma molt destacada l'estiu, en especial el mes de juliol, en què hi ha anys que no cau ni una gota, sobretot a la plana. L'estació més plujosa és la tardor, seguida de la primavera. Les precipitacions són en general irregulars, i sovint cauen torrencialment, la qual cosa provoca inundacions de les rieres, que van seques la resta de l'any.

### Vegetació
El paisatge vegetal actual és molt contrastat a causa de les diferències topogràfiques, dels sòls, del clima i sobretot de la intervenció diferencial de l'home al llarg de la història. A la plana no resta gairebé res del que seria la vegetació pròpia del territori. Gairebé tot l'espai ha estat ocupat pels conreus o per les construccions residencials o industrials. El mateix passa als vessants inferiors que donen a la plana, on domina l'ús agrícola.
A la muntanya mitjana i vessants més elevats també s'hi ha intervingut intensament, però s'hi han deixat espais forestals i, a més, en les darreres dècades, s'han abandonat nombroses terres. En ser el relleu més abrupte, l'acció humana ha estat més difícil.
Es creu que a les terres litorals més seques i sobre sòls pobres es faria naturalment una màquia de llentiscle i margalló. A la resta de la plana i als vessants l'alzinar seria la vegetació dominant. Als vessants superiors, sobretot als obacs i on hi ha roques més toves, la vegetació natural estaria formada per boscos de roure valencià. Aquests boscos constitueixen un sector extrem de l'àrea d'aquest roure, que s'estén des del Prepirineu que voreja la depressió Central fins a la Meseta. Als cims de les serres de Prades, sobre terres granítiques i pissarrenques, la vegetació estaria constituïda per rouredes de roure reboll. Aquesta àrea és l'únic clap que hi ha de roure reboll a Catalunya.
Els incendis forestals han afectat les serres de ponent i sud del Baix Camp. El paisatge actual presenta un aspecte gairebé desèrtic amb moltes superfícies de roca nua, com es pot contemplar a la serra de Vandellòs. La restitució de la vegetació és difícil en aquests indrets, a causa de la manca de sòl. Actualment hi ha un mosaic de brolles, garrigues i pradells secs. Al nord de la serra de Llaberia i cap a la serra de Prades hi ha alguns alzinars, encara que la vegetació actual més abundant és formada per màquies, brolles i garrigues, sovint amb pi blanc.

## Les activitats
La població del Baix Camp, elevada ja des del segle xviii, reflecteix la seva gran activitat econòmica. En tots els aspectes econòmics, cal diferenciar dos sectors dins de la comarca, la plana i la muntanya.

### Agricultura, ramaderia i pesca
Fins al segle xviii dominaven els conreus de cereals, juntament amb la vinya i l'olivera. A partir d'aquest moment la vinya augmenta, com també el garrofer, i més endavant la patata. Durant el segle xviii s'assaja el cultiu de l'arròs en diverses planes litorals, que aviat fou abandonat pel temor que fos un focus d'infecció del paludisme.

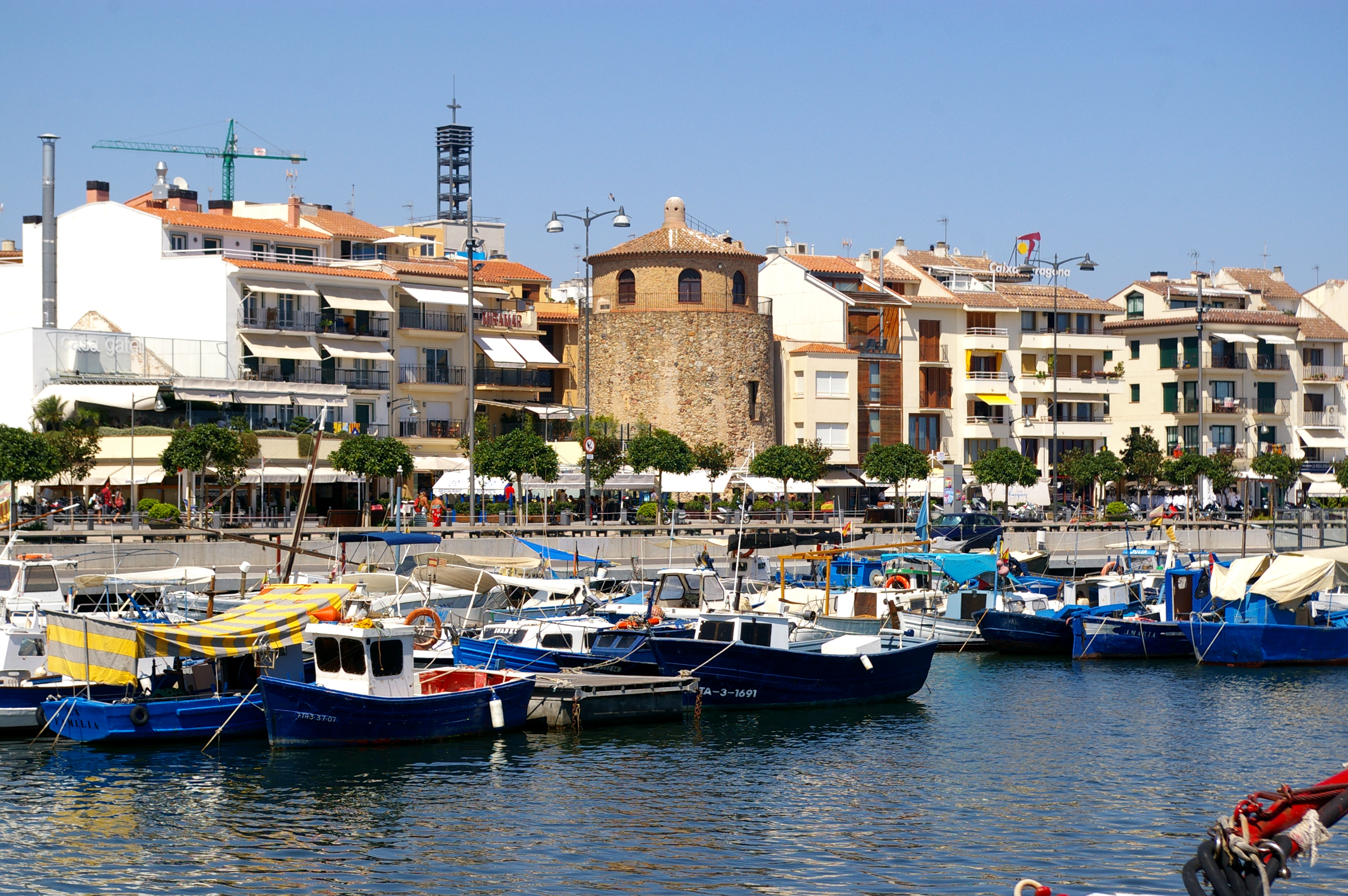
Cambrils, l'únic port pesquer del Baix Camp

L'avellaner era inicialment cultivat a les zones de l'interior, a partir de mitjan segle xix el seu conreu s'estengué per la plana, sovint substituint la vinya. El conreu de l'avellaner es recomanà durant la celebració, a Reus, de l'assemblea de l'Institut Agrícola Català de Sant Isidre, el 1862, a conseqüència de la crisi provocada per l'oídium de la vinya. L'arribada de la fil·loxera acabà d'imposar el canvi, que mena a l'estat actual. En cent cinquanta anys el camp del Baix Camp passà del predomini de la vinya al predomini de l'avellaner.
Malgrat l'absència de cursos d'aigua importants, a la plana domina el conreu amb regadiu. Gairebé el 40% de la superfície conreada és regada.
Actualment l'avellaner és el cultiu més característic i el dominant, sobretot en els municipis de la meitat nord-oest. Tots els municipis de la meitat nord de la comarca tenen més de la meitat de la superfície conreada dedicada a l'avellaner. A la resta de municipis, els altres cultius tenen també un lloc destacat. L'avellaner ocupa unes 16.000 ha. el que correspon al 46% del total català.
La gran expansió de l'avellaner en els últims cent anys ha estat potenciada per la capacitat comercial de Reus. El 1900 l'avellaner ocupava el 16% de la superfície conreada, el 1963 n'era més del 30% i actualment gairebé el 50%.
La vinya, al contrari que al Priorat, ha tingut un procés invers. De més del 50% que ocupava al començament de segle xx, ara només constitueix poc més del 6%.
El segon conreu en importància és l'oliver, que ocupa el 17% de la superfície conreada. L'oliver s'estengué molt al llarg del segle xx, i actualment és en procés de reducció. L'oliver es fa sobretot als municipis litorals i meridionals de la comarca.
El garrofer tingué força importància, tant per l'interès concret pel seu fruit, aliment del bestiar equí i mular, i ara per la indústria química, com també per ser un arbre que sobreviu bé en els terrenys més pobres i prims. En els darrers anys el seu conreu s'ha reduït força; es fa sobretot als vessants solells dels municipis litorals.
Al regadiu es cultiven avellaners, d'altres fruiters (presseguers) i hortalisses (carxofa, enciam, tomàquet, fesol). El regadiu gota a gota s'ha estès molt en els darrers anys, cosa que permet regar amb un gran estalvi d'aigua.
Al costat de l'agricultura molt tecnificada i mecanitzada hi ha una ramaderia de granges d'aviram, que ha estat afavorida per la capacitat comercial de la ciutat de Reus. El Baix Camp no té cap tradició ramadera, però entre els anys seixanta i noranta del segle xx es va convertir en un dels centres productors d'ous més importants de Catalunya, al costat del Baix Ebre. També té una certa importància la ramaderia porcina a base de la cria intensiva de granges. Destaquen Reus, Riudoms, la Selva del Camp i Alforja. La ramaderia bovina i ovina és escassa.
L'únic port pesquer del Baix Camp és el de Cambrils, amb una mitjana de pesca descarregada entorn de les 1.500 tones anuals, de les quals una tercera part és de mol·luscs.

### Indústria
L'activitat industrial del Baix Camp, es trobava molt concentrada a Reus—amb els anys l'àrea industrial s'ha anat eixamplant--. El paper central comercial de Reus és inicialment agrari, amb predomini dels conreus mediterranis, com el blat, l'olivera i la vinya. Les activitats industrials estan molt lligades a la transformació dels productes del camp i al proveïment de béns de consum a la població. Cap al segle xix la indústria tèxtil s'afegeix a les indústries transformadores dels productes del camp. Durant la segona meitat del segle xix s'estableixen diverses empreses metal·lúrgiques: foneries i fàbriques de maquinària i material agrícola. Les indústries tèxtils (cotó), alimentària i metal·lúrgica encara són la base econòmica de Reus.

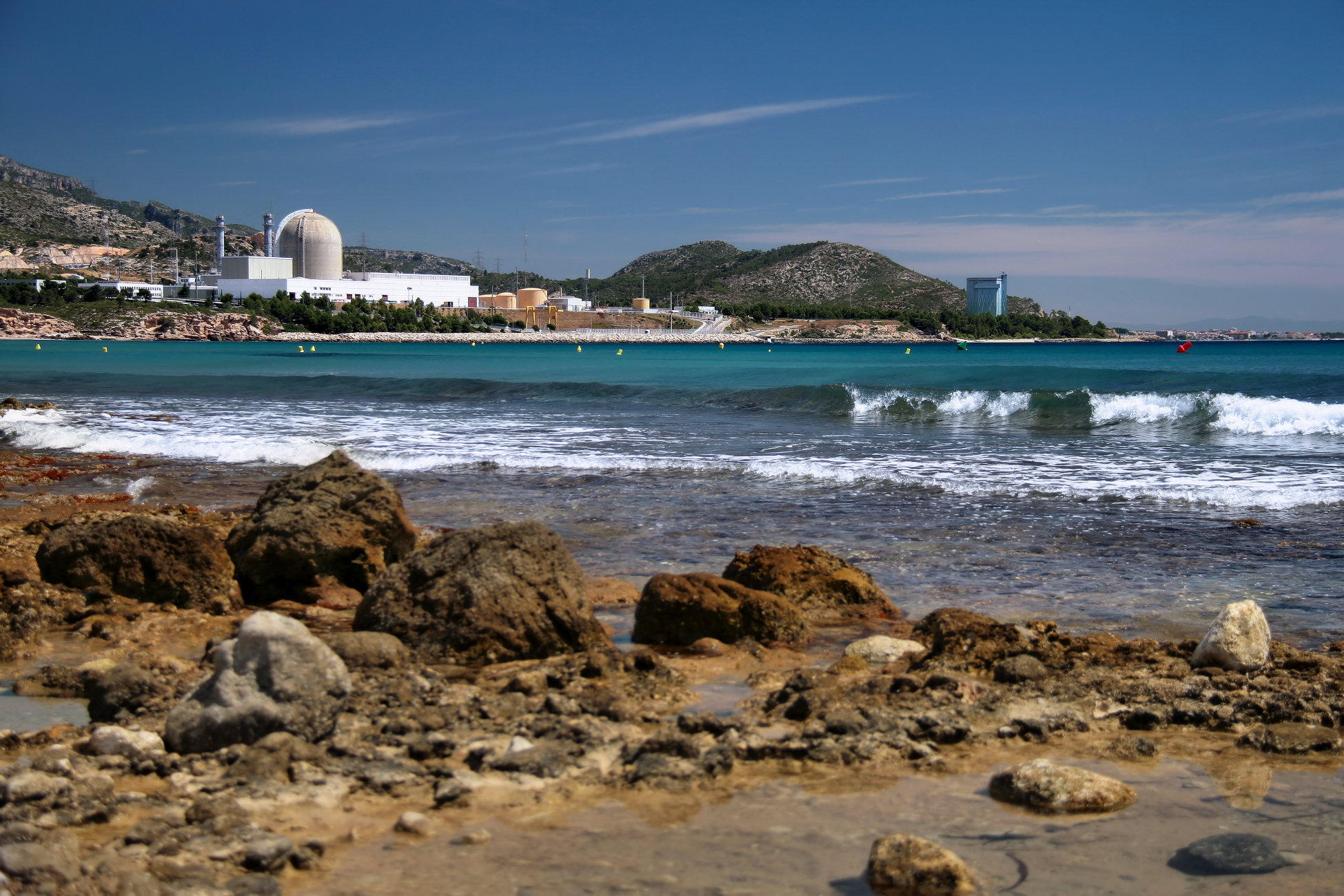
Central nuclear de Vandellòs

L'activitat econòmica de Reus anà progressant, encara que amb moltes dificultats. Patí la crisi del camp produïda per les plagues, la qual va provocar canvis en els productes i els processos d'elaboració. La construcció del port de Tarragona, que anava ofegant el de Salou, fou vista des de Reus com un perill i una pèrdua del control del comerç dels seus productes: el port de Salou havia estat la sortida tradicional per als de Reus. A Més, la indústria sedera va haver de cedir davant la competència francesa i d'altres països europeus, el que va afavorir el desenvolupament de la indústria cotonera. Finalment cal tenir present que la forta empenta demogràfica i industrial de l'àrea barcelonina va atraure molt de capital i mà d'obra, i va deixar una mica desprotegides les altres ciutats com ara Reus.
Els primers anys del segle xx no són pas fàcils per a la indústria de Reus. Els sectors metal·lúrgic i alimentari es consoliden i s'expansionen. En canvi, el sector tèxtil cotoner, com el de la pell i el calçat, pateixen una greu crisi en la dècada de 1930, amb el tancament de nombroses empreses i la fallida del Banc de Reus.
Per la dècada de 1920 arrenca l'avicultura, que es convertirà progressivament en un punt fonamental en l'economia del Baix Camp, S'estableixen granges pioneres a Reus (Banús, Montserrat, Artiga, Soronelles) i d'altres pobles del Baix Camp, com a la Selva del Camp (Mas Beltran) i a Riudoms (Cruset).
En la postguerra l'activitat industrial en els sectors alimentaris, tèxtils i metal·lúrgics es consolida amb noves indústries. La indústria encara és força diversificada. La indústria tèxtil és la que ocupa més gent, encara que hi ha menor d'empreses: fibres artificials, filatures i teixits de cotó, gèneres de punt i cordes i cordills. La indústria metal·lúrgica està molt en relació amb les necessitats locals de les activitats agrícoles, ramaderes i de transformació i elaboració de productes alimentaris. També hi ha indústries de material i parells elèctrics i d'objectes d'escriptori. El sector químic és dedicat a la pirotècnica, especialitats farmacèutiques, lleixiu i sabó. El sector alimentari ocupa encara pocs treballadors, ocupats en empreses petites: farina, pinsos i begudes.
Durant la dècada de 1960 la indústria del Baix Camp tendeix cap a una especialització en els productes alimentaris, confecció tèxtil i fabricació de mobles. La concentració a la ciutat de Reus és molt gran, ja que hi resideix més del 80% dels treballadors industrials de la comarca. De la resta dels municipis destaquen la Selva del Camp, Cambrils i Montbrió del Camp.
En la dècada de 1970 el sector industrial del Baix Camp queda molt influenciat per la instal·lació del complex petroquímic al voltant de Tarragona. Al Baix Camp s'instal·len diverses indústries vinculades amb el sector químic. Els sectors alimentaris, de la fusta, del paper i del metall es mantenen, mentre que el sector tèxtil experimenta una reculada.
Dins del terme de Vandellòs i ran la costa, en l'indret anomenat l'Almadrava, es construïren dues centrals nuclears: Vandellòs I, desmantellada, i Vandellòs II.

### Comerç

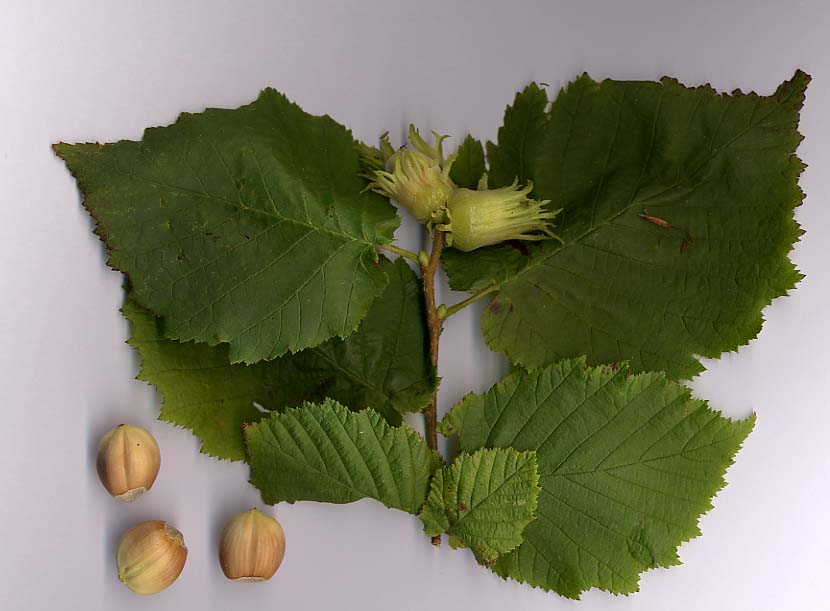
L'avellana durant uns anys va ser, l'or del mercat reusenc

Reus no només és el centre comercial del Baix Camp, sinó que la seva influència arriba a tot el Camp de Tarragona, la Conca de Barberà, el Priorat, la Ribera d'Ebre, el Baix Ebre i el Montsià. A més d'aquesta funció de capital regional en els serveis en general, Reus és un gran centre comercial a escala mundial de productes agrícoles, en especial fruits secs (ametlles i avellanes) i oli, i de productes avícoles. Des de Reus s'exporta el 80% de l'avellana estatal. L'Avellana de Reus és una denominació d'origen protegida.

### Turisme
A la fi de la dècada de 1960 prengué un notable increment el turisme centrat a la costa, on provocà un canvi radical de les estructures socials i econòmiques, que trasbalsà les formes de vida i en capgirà l'entorn com a conseqüència d'una sèrie sistemàtica d'atemptats contra el paisatge i el medi natural. La consolidació del turisme provocà a la fi de la dècada dels setanta una forta polèmica sobre si s'havia de potenciar el seu desenvolupament o el de la indústria, sense que d'una manera efectiva s'arribés a cap acord teòric o pràctic, motiu pel qual ambdós sectors han continuat desenvolupant-se de forma anàrquica i d'esquena l'un amb l'altre i sense cap planificació conjunta de les necessitats o de les possibilitats del territori.
La temporada turística va des de Setmana Santa fins a la tardor i per al seu profit hi ha hotels, càmpings i apartaments. Aquests serveis són utilitzats tant per gent del país, com per la resta de l'estat, amb predilecció especial per part dels aragonesos, i per provinents d'altres països europeus preeminentment anglesos. La qualitat dels serveis és força desigual i múltiple en possibilitats.

## Comunicacions

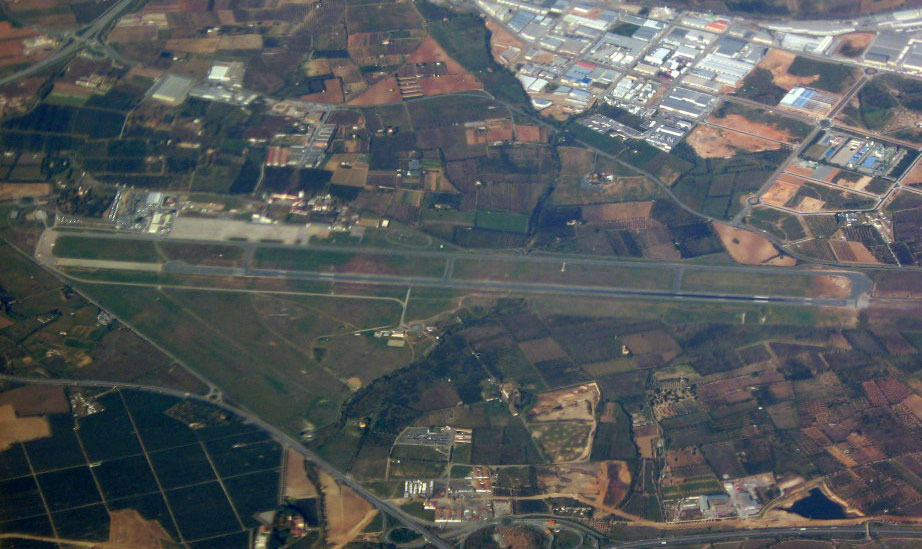
Aeroport de Reus des de l'aire

El Baix Camp, com a comarca d'enllaç entre el sud-oest català i Barcelona, tenia un bon sistema de comunicacions en bona part centrat a Reus, però des de l'entrada en funcionament de l'AVE el transit ferroviari ha quedat molt repartit amb Tarragona. La zona costanera és resseguida per l'autopista de Barcelona a València amb sortides a Reus, Cambrils i l'Hospitalet de l'Infant i per l'N-340, de la qual surten ramals cap a Reus, Riudoms, Montbrió, Mont-roig i Vandellòs, continuant la majoria fins a enllaçar amb l'N-420. La C-14, passant per la Selva, s'endinsa a la Conca de Barberà per l'estret de la Riba. La C-242 surt de les Borges del Camp, travessa el coll de l'Alforja i s'introdueix pel Priorat i les Garrigues. Els enllaços amb el Tarragonès són la C-14 de Reus a Salou i la T-11 de Reus a Tarragona, una ampla i ràpida autovia similar a la construïda per l'ajuntament reusenc, anomenada de Bellisens, que va a l'N-340. El Baix Camp també disposa de tot un tramat de carreteres locals que enllacen els diversos pobles de la comarca.
Desaparegut el popular ferrocarril de via estreta, l'antic carrilet, que unia Reus amb Salou, la xarxa ferroviària ha restat limitada a la línia que uneix Reus amb Lleida, provinent de Tarragona, i amb una estació a la Selva; la provinent de València amb direcció a Barcelona, paral·lela a la costa i amb estacions a l'Hospitalet de l'Infant i Cambrils; i l'antiga línia MSA o Línia Reus-Casp, amb parades, a part de Reus, a les Borges, Riudecanyes i l'Argentera. Malgrat tot, ara els habitants del Baix Camp poden desplaçar-se a l'estació del camp de Tarragona i viatjar per tot Espanya.
L'aeroport de Reus, construït durant la Guerra Civil espanyola de 1936-1939, restà durant molts anys com a militar, fins a l'esclat del turisme, que l'obriren als denominats vols charter, i actualment, ja dona serveis nacionals i internacionals durant tot l'any.

## Demografia
| Municipi                             | Habitants |
| ------------------------------------ | --------- |
| Albiol, l'                           | 500       |
| Aleixar, l'                          | 893       |
| Alforja                              | 1.783     |
| Almoster                             | 1.341     |
| Arbolí                               | 127       |
| Argentera, l'                        | 117       |
| Borges del Camp, les                 | 2.060     |
| Botarell                             | 1.100     |
| Cambrils                             | 36.876    |
| Capafonts                            | 111       |
| Castellvell del Camp                 | 2.828     |
| Colldejou                            | 168       |
| Duesaigües                           | 244       |
| Febró, la                            | 40        |
| Maspujols                            | 823       |
| Montbrió del Camp                    | 2.909     |
| Mont-roig del Camp                   | 12.460    |
| Prades                               | 588       |
| Pratdip                              | 726       |
| Reus                                 | 106.168   |
| Riudecanyes                          | 1.146     |
| Riudecols                            | 1.189     |
| Riudoms                              | 6.569     |
| Selva del Camp, la                   | 5.683     |
| Vandellòs i l'Hospitalet de l'Infant | 6.603     |
| Vilanova d'Escornalbou               | 565       |
| Vilaplana                            | 555       |
| Vinyols i els Arcs                   | 2.124     |

| 1497 f | 1515 f | 1553 f | 1717   | 1787   | 1857   | 1877   | 1887   | 1900   | 1910   |
| ------ | ------ | ------ | ------ | ------ | ------ | ------ | ------ | ------ | ------ |
| 1.655  | 2.028  | 2.520  | 12.677 | 39.234 | 58.763 | 58.487 | 61.637 | 58.061 | 55.985 |

| 1920   | 1930   | 1940   | 1950   | 1960   | 1970   | 1981    | 1990    | 1992    | 1994    |
| ------ | ------ | ------ | ------ | ------ | ------ | ------- | ------- | ------- | ------- |
| 60.410 | 61.342 | 60.657 | 63.213 | 68.963 | 92.874 | 119.564 | 131.568 | 133.091 | 133.091 |

| 1996    | 1998    | 2000    | 2002    | 2004    | 2006    | 2008    | 2010    | 2012    | 2014    |
| ------- | ------- | ------- | ------- | ------- | ------- | ------- | ------- | ------- | ------- |
| 140.540 | 140.217 | 143.462 | 150.762 | 161.090 | 173.539 | 187.403 | 190.440 | 193.535 | 190.249 |

| 2016    | 2018    | 2020 | 2022 | 2024    | 2026 | 2028 | 2030 | 2032 | 2034 |
| ------- | ------- | ---- | ---- | ------- | ---- | ---- | ---- | ---- | ---- |
| 188.358 | 188.841 | -    | -    | 204.369 | -    | -    | -    | -    | -    |

## Política i govern

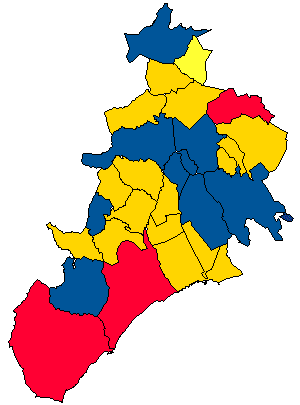
Mapa dels municipis de la comarca segons el color polític de les alcaldies després de les eleccions municipals de 2019.

| ERC-Acord Municipal |
| JxCat - JUNTS       |
| PSC - CP            |
| CUP - AMUNT         |
| ------------------- |

### Eleccions
Resultats de les eleccions municipals del 2019 al Baix Camp
| Candidatura                                                   | Portaveu al Consell Comarcal | Consellers comarcals | Regidors | Vots  |
| ------------------------------------------------------------- | ---------------------------- | -------------------- | -------- | ----- |
| Esquerra Republicana de Catalunya - Acord Municipal           | Rosa M. Abelló               | 11                   | 111      | 18781 |
| Junts per Catalunya - JUNTS                                   | Joaquim Calatayud            | 10                   | 81       | 19328 |
| Partit dels Socialistes de Catalunya - Candidatura de Progrés |                              | 6                    | 37       | 14170 |
| Ciutadans - Partido de la Ciudadanía                          | Débora García                | 2                    | 9        | 7311  |
| Candidatura d'Unitat Popular - Alternativa Municipalista      | Laia Muntas                  | 2                    | 9        | 5453  |
| Ara                                                           | Daniel Rubio                 | 1                    | 6        | 4050  |
| Partit Popular Català                                         | David Chatelain              | 1                    | 2        | 3378  |
| Federació d'Independents de Catalunya                         |                              | 0                    | 3        | 529   |
| Nou Moviment Ciutadà per Cambrils                             |                              | 0                    | 3        | 1456  |
| Plataforma Impulso Miami Mont-roig                            |                              | 0                    | 1        | 322   |
| Avança Pratdip                                                |                              | 0                    | 2        | 148   |
| Tots Som Escornalbou                                          |                              | 0                    | 2        | 104   |
| ALTRES                                                        |                              | 0                    | 0        | 7287  |

### Símbols
L'escut oficial del Baix Camp té blasonament amb escut caironat d'argent, un avellaner de sinople; la bordura componada d'or i de gules. Per timbre una corona mural de comarca. Va ser aprovat el 16 de desembre de 1994. L'avellaner és un dels arbres fruiters més característics de la comarca, i una de les fonts principals de riquesa. La bordura representa els quatre pals de l'escut de Catalunya.